# Jean II. de Chambes

Wappen von der Familie von Chambes

Jean II. von Chambes oder Jambes war Ritter, Herr von Montsoreau und Argenton, Berater und Kammerherr der französischen Könige Karl VII. und Ludwig XI. Da er bei der Thronbesteigung des Letzteren schon in fortgeschrittenem Alter war, erhielt er die Herrschaften Saintes, Périgord, Angoulême und Haut Limousin durch Briefe, die am 24. April 1469 in Amboise ausgestellt wurden.

## Im Dienst von König Karl VII. von Frankreich
Laut der Nouvelle Biographie générale wurde er etwa zwischen 1400 und 1410 geboren.
Zunächst wurde er "escuier d'escuerie" von König Karl VII., wie aus einem Schreiben des Königs in Le Bourg-de-Déols vom 11. März 1426 hervorgeht, in dem ihm 200 Livres tournois als Geschenk gewährt wurden. Anschließend wurde er laut einer Quittung vom 14. Februar 1438 "pannetier du roy". Danach wurde er am 8. Januar 1442 zum Berater und Kammerherrn ernannt, nachdem er ihn als königlicher Kommissar zu den Ständen begleitet hatte, die im November 1441 in Montferrant abgehalten wurden. Zusammen mit Jean d'Estampes, Jacques Coeur, Tanguy IV du Chastel und Etienne de Cambray leitete er die Generalstände der Provinz Languedoc, die 1444 in Montpellier zusammentraten. Im Jahr 1457 wurde er zusammen mit Tanguy du Chastel dazu ernannt, die in Carcassonne versammelten Stände des Languedoc abzuhalten.
Schließlich war er in den Briefen vom 12. Januar 1444, 4. August 1447 und 4. Mai 1449 immer noch "premier maistre d'ostel du roy" (Erster Stelzenmeister des Königs).
Er hatte auch eine militärische Karriere hinter sich. Karl VII. hatte ihn zum Hauptmann von Aigues-Mortes ernannt, laut Schenkungsbrief, 300 Livres tournois, datiert in Blois am 26. Februar 1428. Danach wurden ihm die von Talmont-sur-Gironde (am 11. September 1451) und Niort (am 15. Juli 1456)a 8 verliehen. Noch 1466 war er „Kapitän des Turms La Charbonniere, pres dudit Aigues Mortes“, was in einem Dokument vom 25. Juli 1466 näher erläutert wird.
Danach wurde er am 20. Januar 1455 Gouverneur von La Rochelle, wie aus Briefen hervorgeht, die in Mehun-sur-Yèvre datiert sind.
1450 erwarb Jean II de Chambes die Ländereien Montsoreau und La Coutancière von seinem damals verschuldeten Schwager Louis II Chabot. Er begann, den Großteil des heutigen Schlosses Montsoreau zu errichten.

## Sein Talent als Diplomat
Er zeichnete sich auch durch sein diplomatisches Geschick aus. Er gehörte zu der Botschaft, die Karl VII. zusammen mit Jacques Coeur, Charles de Poitiers, dem Erzbischof von Reims, Saint-Vallier und Tanguy IV. du Chastel entsandte, um den Anschluss der Stadt an das Königreich Frankreich zu vollziehen.
Karl VII. schickte ihn 1452 zu Dauphin Louis, dem späteren Ludwig XI., um den Konflikt zwischen ihnen zu lösen, nachdem dieser ohne Genehmigung geheiratet hatte.
Dann wurde er während des Feldzugs von 1453 in der Guyenne mit den Verhandlungen über die Kapitulation von Bordeaux beauftragt. Zusammen mit Thibaud de Lucé, Bischof von Maillezais, handelte er in Briefen, die am 11. April 1453 in Montilz-lèz-Tours datiert waren, mit den Gesandten von Friedrich II. von Sachsen, Pfalzgraf bei Rhein und Herzog von Bayern, einen Bündnisvertrag aus, der am 13. April 1453 in Tours geschlossen wurde. Am 8. Juni 1454 wurde er in mehreren Gesandtschaften nach Rom und in die Türkei geschickt. Noch 1459 ging er nach Venedig, während des Kongresses, der von Papst Pius II. in Mantua einberufen wurde, um einen Kreuzzug vorzubereiten.
Im selben Jahr reiste er nach Mantua und traf sich mit der von Karl VII. entsandten Botschaft, die aus dem Erzbischof von Tours, dem Bischof von Paris und Thomas de Courcelles bestand, um Papst Pius II. zu treffen.

## Heirat und Nachkommenschaft
Jean II de Chambes heiratete mit Vertrag vom 17. März 1445 in Saumur Jeanne, die erste Ehrendame der Königin, Tochter von Thibault Chabot, Ritter, Herr von La Grève und Montsoreau, und von Dame Brunissant d'Argenton. Er erwarb 1450 von seinem Schwager Louis Chabot die Herrschaft über Montsoreau.
Jeanne Chabot gebar mindestens zwei Töchter und einen Sohn:
- Jean III de Chambes.

- Colette de Chambes (zwischen 1445 und 1450 - †14. Dezember 1471).[18][19]

Sie heiratete Louis d'Amboise, Vicomte de Thouars, mit Vertrag vom 5. Mai 1465. Die Ehe war von Jeanne Chabot ausgehandelt und am 12. April 1465 von ihrem Ehemann genehmigt worden. Als Colette am 28. Februar 1470 ohne direkten männlichen Erben zur Witwe wurde, geriet sie in Konflikt mit Ludwig XI., der den Nachlass von Louis d’Amboise aufgrund der Schenkung, die er ihm am 25. Januar 1462 abgerungen hatte und die als Verkauf getarnt war, beschlagnahmt hatte. Schließlich suchte sie Unterstützung beim Herzog von Guyenne, dem Bruder des Königs, wurde aber zu seiner Geliebten, indem sie ihm zwei uneheliche Töchter gebar. Ludwig XI. versprach ihr eine Untersuchung. Sie starb jedoch kurz darauf.
- Hélène de Chambes

Mit Vertrag vom 27. Januar 1473 verheiratete Ludwig XI. sie mit Philippe de Commynes, einem jungen flämischen Adligen, der vor Herzog Karl dem Kühnen geflohen war, aufgrund des Alters des Hauses de Chambes, einer der ältesten Familien des Angoumois. Jean II de Chambes erhielt vom König 3 000 Goldtaler und gab seinem Schwiegersohn die Herrschaft über Argenton.
Jeanne Chabot war am 1. März 1492 Witwe, wie aus einem Auszug aus den Registern des Parlaments von diesem Tag hervorgeht.